# Clos-masure
Pour les articles homonymes, voir Masure.
Le clos-masure, ou cour-masure, est une prairie, plantée d'arbres fruitiers, entourée d'un talus planté d'arbres de haute taille qui abritent une ferme à bâtiments dispersés, en Normandie et particulièrement dans le pays de Caux.

## Description

### La ferme normande à bâtiments dispersés
La ferme rurale normande traditionnelle se structure géographiquement selon trois grands types :
- la ferme à cour fermée ;
- la ferme à cour ouverte ;
- la ferme à bâtiments dispersés.

Cette dernière se compose de bâtiments agricoles et d'habitations, indépendants sur une grande parcelle qui est à la fois prairie, verger, potager et lieu de travail et d'habitat.
On la trouve en Normandie, sous des appellations diverses de masure, clos ou plant, dans trois espaces géographiques : 
« Un ensemble oriental (Caux, vallée de la Seine, quelques communes du Vexin occidental) qui déborde sur le Roumois et la plaine du Neubourg ; un ensemble central ou augeron couvrant Auge, Lieuvin, une partie du pays d'Ouche ; un ensemble occidental ou bocain, avec le bocage ornais septentrional, bassin de Briouze, partie méridionale du bocage virois, sud du bocage de Saint-Lô, le Mortainais occidental et la partie est de l'Avranchin. »

### Le clos-masure cauchois
Le terme clos-masure est d'usage récent. Il est introduit dans la langue de l'aménagement du territoire par l'architecte Yolande Garofalo, qui l'emploie dans le titre de son diplôme soutenu en octobre 1967 à l'École des beaux-arts de Paris , Le clos-masure du Verger. Repris dans le titre de la plaquette publiée par elle (avec Bertrand Warnier) en 1970 sous l'égide du conseil général de la Seine-Maritime, Clos-masures du pays de Caux, il s'est peu à peu imposé pour désigner la cour cauchoise et son organisation spécifique. Une occurrence plus ancienne de "clos-masure" se trouve dans le roman régionaliste de Marion Gilbert L'Ornière en 1935, mais sans référence précise à la disposition de la cour cauchoise. 
Traditionnellement, la cour de ferme cauchoise était simplement dénommée « masure ». Ce mot, qui est issu du bas latin *ma(n)sūra, signifie « demeure » et n'a pas en Normandie la coloration péjorative que l'on retrouve dans les dictionnaires de langue française. La Coutume de Normandie définit la masure ainsi :  
« La Coutume réformée, article 271, entend par ce mot ce que la Coutume ancienne appelloit ménages ; c'est-à-dire ce qui comprend les bâtiments, le clos, la cour & le jardin, & qui suivant l'article 356, forme le préciput roturier : Arrêt du 4 juin 1704.  »
L'origine de cette organisation agricole est complexe et sans doute liée à l'influence de plusieurs traditions. Certaines recherches ont démontré qu'il existait des villae gallo-romaines structurées selon le même principe  et que les talus se retrouvaient autour de certaines fermes gauloises. On note aussi des paysages ruraux analogues au Danemark et dans le Kent en Grande-Bretagne. 
Le clos masure semble apparaître progressivement dans le paysage cauchois. Au XIIe siècle, la ferme se compose d'une maison collée à l'étable, au milieu des cultures céréalières dans une clairière défrichée, puis accroît son espace agraire en même temps qu'elle se diversifie par l'élevage ovin qui nécessite des prés, clôturés par des haies, progressivement plantées sur des talus. La diffusion du cidre à partir du XVe siècle dans les campagnes normandes incite les Cauchois à planter des pommiers à proximité de leur ferme, au sein de la prairie abritée du vent. 
Ainsi, dès le XVIIe siècle, on constate la présence, sur les plans terriers, de bâtiments agricoles dispersés dans une cour et entourés de haies sur talus. Puis, le clos-masure s'est développé par la nécessité de protéger des vents marins plantations et bétail dans un paysage de champagne (openfield) sans relief, du fait de la disparition des forêts sous l'effet du déboisement, intensif sous le Premier Empire. 
Le clos-masure est une organisation agricole typique du pays de Caux, consistant en un espace entouré d'un talus (fossé en cauchois) sur lequel sont plantés des arbres servant de rideau brise-vent. 
Ces arbres étaient en général des hêtres (fou en cauchois, environ 50 % du total), des chênes (queyne en cauchois, environ 25 % du total) et des ormes (omes en cauchois, environ 25 %). Les ormes ont été décimés par un parasite. De nos jours, on préfère souvent aux arbres traditionnels le peuplier (peuple en cauchois), utilisé pour sa croissance rapide. 
Abritée par cette haie d'arbres qui crée un micro-climat, une cour complantée de pommiers permet la production du cidre et la protection du jeune bétail. On trouve aussi les bâtiments d'exploitation et d'habitation en ordre dispersé, ainsi qu'une mare (mot régional à l'origine, du norrois marr). 
L'évolution des modes de vie et la disparition des fermes conduit à un arrachage ou au manque d'entretien des haies d'arbres, ce qui accélère l'érosion des sols. En effet, outre qu'ils jouent avant tout le rôle de brise-vent, les talus plantés d'arbres freinent également l'écoulement des eaux de pluie.
Avec la croissance démographique du XVIIIe siècle, les cours-masures ont fini par former des hameaux, eux-mêmes entourés de haies. 
Le paysage du pays de Caux ne doit pas être confondu avec le bocage du pays de Bray.

## Un ensemble bâti à vocation agricole

### L'habitation

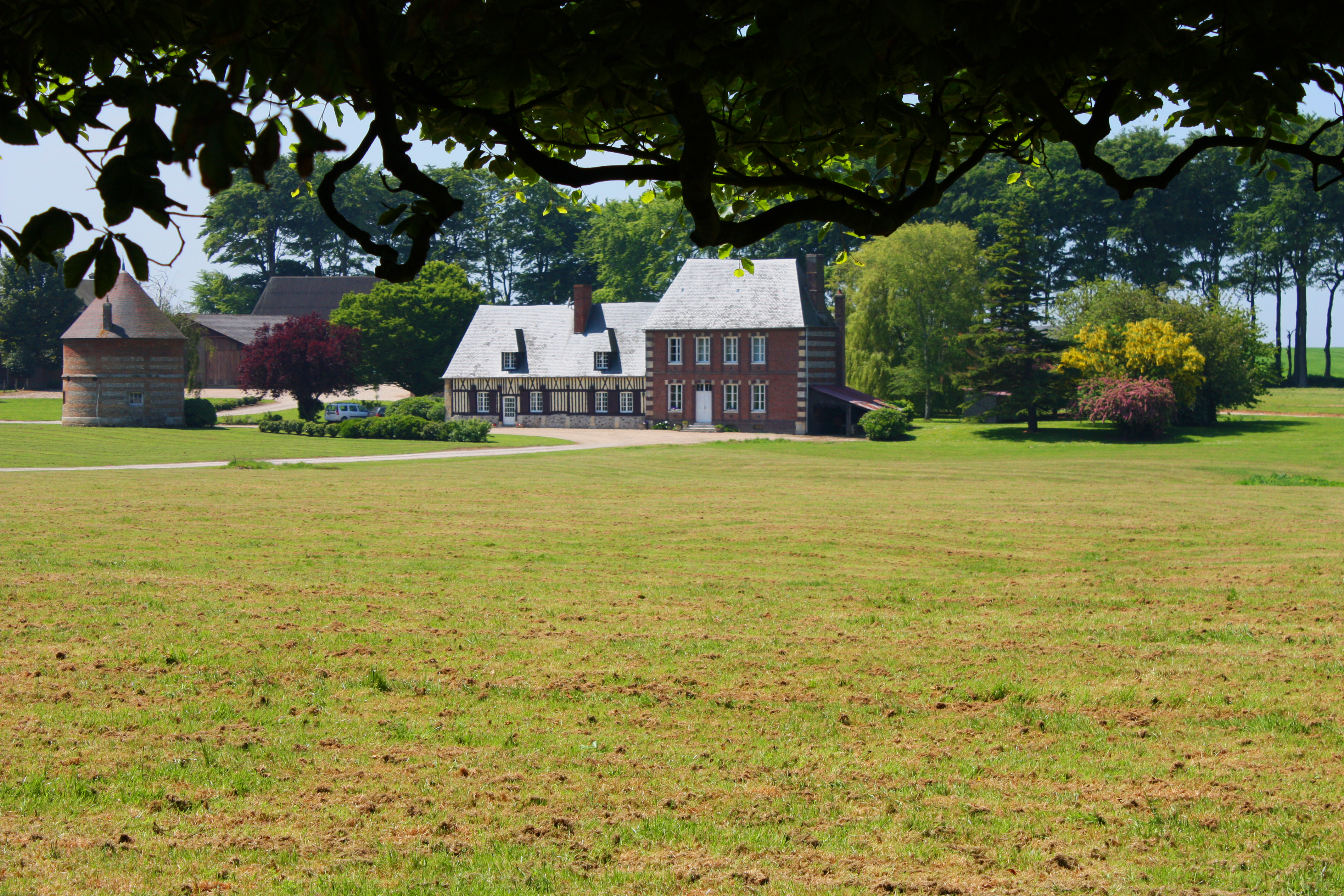
Maison de maître.

Traditionnellement, l'habitation forme un parallélépipède rectangle étroit et très bas, situé à l'ouest de l'enclos, ou parfois, dans le nord du pays de Caux, dans un coin de la cour, accolé aux bâtiments secondaires. Lorsque l'exploitation est plus vaste et que la maison s'apparente à une maison de maître, elle prend place au centre du clos, face au chemin qui dessert le portail.
Les ouvertures de la maison de fermier donnent vers l'est ou le sud, la façade arrière (aveugle ou presque) vers le talus. Le rez-de-chaussée est formé de trois grandes pièces (salle, chambre, laiterie ou cellier) se succédant en longueur, ouvrant à l'extérieur et sans communication entre elles. Au-dessus, les combles sont aménagés en grenier. 
La maison de maître s'organise autour d'un hall comportant un escalier qui dessert les chambres ouvertes au sud, tandis qu'au rez-de-chaussée sont les cuisines et les pièces à vivre.
Les toits sont le plus souvent à quatre pentes, couverts d'ardoises (65 % des couvertures sont en ardoises d'Angers -20×32 cm-, en grandes ardoises losangées ou en ardoises artificielles et teintes), de tuileaux pour les plus riches (8 %), ou de chaume (16 %) chez les plus humbles. Les murs présentent une alternance de pierre blanche et de briques, de pierre et silex ou brique et silex,. Les maisons sont essentiellement en brique dans l'ouest et le nord-est du Caux, ainsi qu'à proximité du pays de Bray. Ailleurs, ce matériau représente entre 45 et 55 % des constructions, à l'exception de la vallée de la Seine et du Caux méridional où le torchis est utilisé dans plus de 50 % des bâtiments. 
Jusqu'à la deuxième moitié du XIXe siècle, les chaumières au toit de chaume (« feurre » en cauchois) et à pan de bois, sont majoritaires. Mais la structure est fragile du fait de son colombage dit rouennais, aux poteaux uniquement verticaux, longs et très rapprochés. 
Au pied de la maison, on cultive un potager grillagé, arrosé avec l'eau récupérée dans une citerne par les gouttières.

## Un milieu naturel spécifique

### Les talus plantés
Les talus plantés sont un des éléments identitaires du clos-masure. Clôturant la parcelle qui regroupe l'ensemble des bâtiments, les arbres de haut jet sont plantés sur des levées de terres d'1,5 à 2,5 mètres de large, et de 60 centimètres à 1,30 mètre de haut. 
De chaque côté, se trouvent des fossés, ou creux,  formés par la terre retirée pour la constitution du talus. « Localement, l'ensemble fossés-talus-arbres est appelé fossé. »
Les essences traditionnelles des haies sont le hêtre (fou en cauchois, environ 50 % du total), le chêne (queyne en cauchois, environ 25 % du total) et l'orme (omes en cauchois, environ 25 %). On trouve également des charmes et des châtaigniers. De nos jours, on préfère souvent le peuplier (peuple en cauchois), utilisé pour sa rapide croissance, aux arbres traditionnels. Ils sont disposés en quinconce sur deux, trois ou quatre rangs parallèles, l'épaisseur de la haie étant définie par la taille de la parcelle à protéger, et donc par la richesse du propriétaire. Plus rarement, dans des villages et hameaux ou les masures les plus modestes, il peut s'agir de haies basses taillées.
Coupe-vent pour protéger les pommiers et le jeune bétail, les haies pouvaient également offrir une autonomie en combustible, et fournir du bois d'œuvre (charpente, piquets, mobiliers, outils).
Ces ceintures vertes forment « une petite tache de bocage dans un grand openfied constitué par des champs ouverts de forme grossièrement quadrangulaire ».
Les talus offrent des lieux de vie pour de nombreuses espèces d'insectes, de mollusques, d'araignées, de reptiles et de petits mammifères pour un habitat permanent ou saisonnier. Les oiseaux se nichent et se nourrissent dans les arbres et arbustes plantés au sommet du talus, de même que des mammifères comme l'écureuil et la chauve-souris. 

### Les vergers

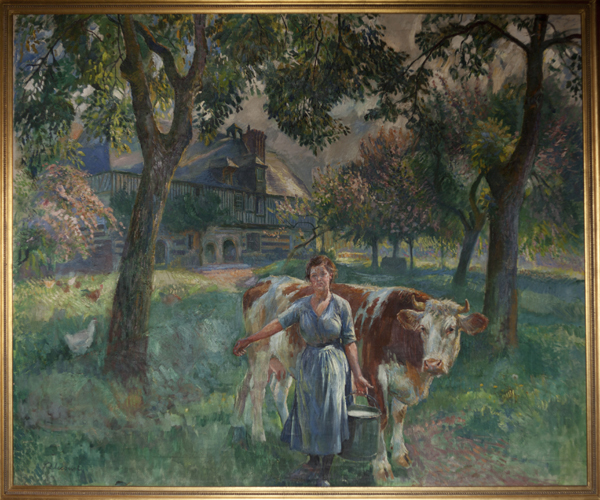
Le manoir de Réauté, Raimond Lecourt.

Les vergers fournissent également de la nourriture aux grimpereaux, mésanges et pinsons grâce aux insectes qui évoluent à proximité. Le pic vert se nourrit des fourmis, le merle noir et la grive draine des fruits tombés, tandis que les vieux troncs fournissent des refuges aux oiseaux cavernicoles tels les chouettes chevêche ou hulotte, la sittelle torchepot et les mésanges.

## Les dérivés du clos-masure
On trouve en Normandie, en dehors du pays de Caux, des architectures rurales issues du plan du clos-masure.
Dans la vallée de Seine et le Marais-Vernier, les bâtiments se dispersent sur une parcelle allongée, contrainte entre les falaises et les zones inondables, avec des fossés absents, incomplets ou bas. Les constructions sont disposées en file simple ou double, et les masures se regroupent à proximité des chemins en hameaux.
La cour du Roumois présente une parcelle triangulaire ou en losange. Comme la cour cauchoise, elle est en herbe et complantée de pommiers. Cependant, les bâtiments d'exploitation sont construits en parallèle de la maison, disposée face à l'entrée, et l'ensemble est clos non par un fossé cauchois, mais soit par une haie plate ou de rejet, soit par un mur.
En pays d'Ouche, la maison et quelques dépendances agricoles prennent place dans une cour ouverte aux rares fruitiers plantés, clôturée par une haie vive, un mur de bauge ou du grillage. Les bâtiments sont en brique seule à l'est, en pierre au sud, et à colombages au sud et à l'ouest.

## Un patrimoine menacé

### Un espace mal adapté à l'exploitation agricole moderne
À partir des années 1970, l'apparition de la graphiose qui attaque spécifiquement les ormes, oblige à l'abattage de nombreuses haies. Des coupes ponctuelles ou massives se multiplient par la suite. De plus, l'entretien et la coupe de tels alignements se heurtent à la perte de leur intérêt économique face à l'apparition de nouvelles énergies (fioul et gaz), et à la baisse de la main d'œuvre agricole. Enfin, le talus peut s'avérer gênant pour construire un hangar ou une stabulation modernes. 
Les replantations effectuées se font souvent avec des essences à croissance plus rapide, comme le peuplier, ou à feuillage persistant comme le thuya, ce qui modifie fortement la perception des clos.

### Un terroir urbanisé
Parallèlement, depuis les années 1960, les nouvelles pratiques agricoles délaissent les clos-masures et les prairies qui sont alors soumis à une forte pression foncière. 
De nombreux clos-masures perdent leur vocation agricole et sont divisés voire lotis. Les arbres trop proches des habitations sont alors coupés pour plus de confort ou de sécurité.
Les lotissements et les zones d'activités s'implantent en périphérie des bourgs et des villages, sans prise en compte du paysage, imposant leurs propres logiques (voiries en impasses, stéréotypes architecturaux, clôtures artificielles, haies de persistants…). Ces nouvelles formes bâties s'inscrivent en décalage avec les formes paysagères préexistantes.
Les franges vertes qui ceinturaient les villages se réduisent rapidement. Constituées de prairies ouvertes, plantées de pommiers, bordées de talus plantés ou closes de haies basses, elles formaient des zones tampons entre les espaces habités et les espaces cultivés. Aujourd'hui, zones agricoles et zones urbanisées se juxtaposent. Les villages perdent leur caractère boisé, offrant un paysage désorganisé où l'arbre n'a plus sa place.
Ainsi, la Seine-Maritime a perdu plus de la moitié de ses alignements entre 1976 et 1989, passant de 7 822 km de haies à 3 289 km. En réaction, le conseil général de la Seine-Maritime subventionne depuis 1991 le renouvellement de plus de 850 km de haies sur talus par les communes et les particuliers. Pourtant, si la population semble prendre conscience du risque d'une disparition des alignements, ces replantations restent trop rares pour marquer l'arrêt d'une régression qui, si elle persiste, pourrait faire rapidement du pays de Caux un plateau complètement ouvert.
Le conseil général de la Seine-Maritime a entamé une procédure visant à l'inscription du clos-masure au patrimoine mondial de l'Unesco

Panoramique d'un clos-masure dans la région de Fécamp.

## Représentations dans les arts
Le conseil département de la Seine-Maritime a patronné une exposition itinérante sur les Portraits de clos-masures des peintres en pays de Caux.